# Mesochorus gemmatus
Mesochorus gemmatus là một loài tò vò trong họ Ichneumonidae.